# Agostinho Soares
Agostinho Soares Nconco (Bissau, 30 marzo 1990) è un calciatore guineense, difensore svincolato.

## Carriera

### Club
Ha giocato nei campionati maliano, brasiliano e portoghese.

### Nazionale
Ha esordito in nazionale nel 2007.